# Кортни Кокс
Кортни Бас Кокс (енгл. Courteney Bass Cox; Бермингхам, 15. јун 1964) америчка је глумица. Позната је по улогама Монике Гелер у ТВ серији Пријатељи, Гејл Ведерс у серији филмова Врисак и Џулс Коб у ТВ серији Кугар таун.

## Биографија

### Детињство и школовање
Кортни Бас Кокс је рођена у типичној и богатој породици са југа САД. Њен отац Ричард Л. Кокс (енгл. Richard L. Cox) био је грађевински предузимач, док је њена мајка Кортни Кокс (девојачко Бас), била домаћица. Када су се, после 19 година брака, њени родитељи развели 1974, њен отац се одселио у Панама Сити, на Флориди, где се оженио 1975, а њена мајка се удала за њујоршког бизнисмена Хантера Копланда (енгл. Hunter Copeland). Кортни се затим са мајком, две старије сестре, Вирџинијом (енгл. Virginia) и Доти (енгл. Dottie), и са старијим братом Ричардом јуниором (енгл. Richard Junior) преселила у Маунтин Брук, богато предграђе Бермингхама. Поред троје рођених браће и сестара, Кортни има и деветоро полубраће и полусестара.
Пошто је завршила основну школу, Кортни се уписала у средњу школу „Маунтин Брук“ (енгл. Mountain Brook High School), где је била чирлидерсица и активно се бавила тенисом и пливањем. Пошто је 1982. дипломирала, уписала је студије архитектуре и унутрашњег дизајна на женском колеџу „Маунт Вернон“ (енгл. Mount Vernon College for Women), где је постала члан сестринства „Делта Зета“.

### Каријера

#### Почетак
Као манекенка, Кортни се први пут опробала у завршној години средње школе, када се појавила у реклами за продавницу „Парижанс“ (енгл. Parisians). Након завршетка прве године факултета, напушта га и одлази у Њујорк, где потписује уговор са престижном манекенском агенцијом „Форд моделинг ејџенси“ (енгл. Ford Modelling Agency). Појавила се на насловним страницама неколико тинејџерских магазина и бројних кратких љубавних романа. Уследиле су рекламе за козметичке компаније „Мејбелин“ (енгл. Maybelline) и „Нокзиму“ (енгл. Noxzema), као и за Њујоршку телефонску компанију. Док се бавила манекенством, Коксова је похађала часове глуме.
Своју прву улогу на телевизији Кортни остварује 1984, и то епизодном улогом дебитанткиње Бани (енгл. Bunny) у дуговечној сапуници „As the World Turns“. Исте године, на аудицији коју је организовао Брајан де Палма (енгл. Brian De Palma) изабрана је да се појави у споту певача Бруса Спрингстина за песму „Dancing in the Dark“. За улогу обожаватељке коју Спрингстин на свом концерту извлачи из публике на бину како би играла са њим, плаћена је 350 америчких долара. Кортни Кокс је остала упамћена као прва особа која је на некој америчкој телевизији рекла реч „менструација“, и то у реклами за „Тампакс“ (енгл. Tampax) тампоне. Након запаженог појављивања у овом споту, Коксова је водила ТВ шоу „Дис викс мјузик“ (енгл. This Week's Music), а радила је и у њујоршкој агенцији за заказивање концерата „Ф. Б. И.“ (Фронтир букинг интернашонал; енгл. Frontier Booking International), коју је водио Ијан Копланд (енгл. Ian Copeland).
Године 1985. Кортни добија улогу у ТВ серији „Misfits of Science“, али се серија показала као неуспех. Две године касније, добија своју прву добро запажену глумачку улогу. На аудицији на којој је учествовало неколико хиљада девојака, изабрана је за улогу Лорен Милер (енгл. Lauren Miller), девојке Алекса П. Китона (енгл. Alex P. Keaton) у ТВ серији „Family Ties“. Лик који је тумачила се повремено појављује у серији током читаве две сезоне. Своју прву филмску улогу Кортни је добила 1987. у филму „Down Twisted“, а затим су уследиле и улоге у филмовима „Господари свемира“ (1987) и „Cocoon: The Return“ (1988). У лосанђелеском театру „Тифани“ (енгл. Tiffany Theatre) је 1989. године тумачила главну женску улогу у позоришној представи „King of Hearts“, док је главну мушку улогу тумачио Мајкл Спаунд (енгл. Michael Spound). Прву значајну улогу у неком филму Коксова је остварила 1994, када је са Џимом Керијем глумила у неочекиваном филмском хиту „Ејс Вентура: Детектив за кућне љубимце“.

#### Пробој
Улогу која ће јој заувек променити живот и која ће је уздићи у звезду, Кортни коначно добија 1994. Продуценти ТВ серије „Пријатељи“, комедије ситуације која говори о животу шест младих Њујорчана, су је позвали на аудицију за улогу размажене Рејчел Грин (енгл. Rachel Green), али их је она убедила да јој улога педантне Монике Гелер више пристаје. Када је серија 22. септембра исте године почела да се приказује, Коксова је била најпознатија од свих шесторо главних глумаца. Убрзо је почела да осећа резултате популарности коју јој је серија донела. Часопис „Пипл“ (енгл. People) ју је 27. новембра 1995. сврстао међу 50 најлепших људи света, а поред овог издања, Кортни се нашла и на насловној страници часописа „Фит“ (енгл. Fit). Заједно са глумцем Џоном Ловицом (енгл. Jon Lovitz), била је домаћин МТВ филмских награда 1995.
Највећи успех на великом екрану Кортни доживљава 1996, када се појавила у улози безобразне и препотентне новинарке Гејл Ведерс (енгл. Gale Weathers) у филмском хиту „Врисак“. За улогу у овом хорору Веса Крејвена (енгл. Wes Craven), који је остварио зараду већу од 100 милиона америчких долара, Коксова је добила изузетне критике. Улогу Ведерсове је тумачила и у наредна три филма овог серијала — „Врисак 2“, „Врисак 3“ и „Врисак 4“ што је чини једном од троје чланова екипе који су глумили у сва четири филма серијала.
Током снимања „Пријатеља“, глумила је у неколико филмова, као што су „The Runner“, „Операција Грејсленд“ и „The Shrink Is In“ (који је и продуцирала заједно са Дејвидом Аркетом), али ниједан није постигао успех серије која ју је прославила. Крајем 2003. продуцирала је ТВ шоу „Mix It Up“ у који је унела једну од својих страсти — декорисање животног простора. Међутим, шоу је имао јако слабу гледаност, тако да друга сезона никада није снимљена.

#### После „Пријатеља“
После десет сезона и исто толико година приказивања, „Пријатељи“ су по последњи пут приказани 6. маја 2004. О серији која ју је прославила, Кортни је изјавила:
„Пријатељи“ су променили мој живот на толико много начина. Дали су ми прилику. Дали су ми слободу. Дали су ми породицу блиских пријатеља са којима сам одрасла. Научили су ме о комедији. Научили су ме о везама. Научили су ме о свему.
Кортни Кокс је била први избор продуцента ТВ серије „Очајне домаћице“ Марка Черија (енгл. Marc Cherry) за улогу Сузан Мајер, али је због трудноће морала да одбије ову улогу. Године 2004. Коксова и њен супруг Дејвид Аркет су у Лос Анђелесу основали продуцентску кућу „Кокет продакшонс“ (енгл. Coquette Productions). Уследиле су улоге у филмовима „November“, који је приказиван само у одређеним биоскопима, римејку филма из 1974. „Затворски круг“, где је тумачила улогу девојке лика којег је глумио Адам Сандлер и критички исмејаном филму „Zoom“. Године 2006. позајмила је глас лику у цртаном филму „Barnyard“.
На мале екране Кортни се вратила почетком 2007, и то у улози циничне уреднице таблоида Луси Спилер (енгл. Lucy Spiller) у ТВ серији „Брука“. Заједно са Дејвидом Аркетом, била је и продуцент ове серије. Због слабе гледаности, приказивање серије је прекинуто после свега две сезоне. У јулу 2008. „Ентертејнмент викли“ (енгл. Entertainment Weekly) је објавио да ће Кортни глумити у три епизоде ТВ серије „Стажисти“ (енгл. Scrubs).

### Приватни живот
Пошто је заједничком пријатељу признала да се диви глуми Мајкла Китона у драми „Clean and Sober“, њих двоје су се упознали средином 1989. и у вези су остали наредних пет и по година (до 1995). Кортни је, свега месец дана после раскида, за магазин „Пипл“ изјавила:
То је најважнија веза коју сам икада имала и мислим да је он најдивнија особа коју сам икада упознала.
Такође, Коксова се забављала са певачем рок групе „Каунтинг кроуз“ (енгл. Counting Crows) Адамом Дурицом (енгл. Adam Duritz). Песму „Monkey“ са албума „Recovering the Satellites“ посветио је њој, а Кортни се појавила у видео-споту за песму са истог албума — „A Long December“.
Свог будућег супруга Дејвида Аркета, упознала је на забави коју је поводом почетка снимања филма „Врисак“ организовао режисер Вес Крејвен. Између ликова које су у филму глумили Аркет и Коксова јавља се извесна привлачност, што се пренело и у стварни живот. Аркет ју је запросио пред целом њеном породицом у Панама Ситију на Флориди, а пар се венчао 12. јуна 1999. у катедрали Грејс (енгл. Grace Cathedral) у Сан Франциску, на церемонији којој је присуствовало око 200 гостију. У септембру исте године, објављено је да ће Кортнино правно и професионално презиме од тада бити Кокс-Аркет (енгл. Cox Arquette). После смрти њеног оца 2001. професионално се вратила на своје старо презиме. Током снимања последње сезоне „Пријатеља“, Кортни је била у другом стању, а вест о трудноћи је званично објављена у јануару 2004. Породила се 13. јуна исте године у Лос Анђелесу, дан после своје и Дејвидове петогодишњице брака и два дана пре свог 40. рођендана. Новорођена девојчица је названа Коко Рајли Аркет (енгл. Coco Riley Arquette), а кума детету је била Кортнина најбоља пријатељица и колегиница из „Пријатеља“ Џенифер Анистон. Кортни је, гостујући у „Шоуу Елен Деџенерес“ (енгл. The Ellen DeGeneres Show) 28. марта 2008. изјавила да „жели да добије још једно дете, али да не зна како да то постигне у својим годинама“.
У августу 2005. организовала је добротворну аукцију својих ствари, како би помогла породици Натали Холовеј (енгл. Natalee Holloway), која је нестала у мају исте године током одмора на Аруби. Новац који је прикупљен том приликом (110.000 америчких долара) исплаћен је породици Холовејеве, како би се покрили трошкови пута на Арубу и трошкови правних дажбина.

## Филмографија
| Улоге Кортни Кокс |                                        |               |                                 |          |
| Година            | Српски назив                           | Изворни назив | Улога                           | Напомена |
| 1984.             |                                        |               | Бани                            |          |
| 1985.             |                                        |               | стјуардеса                      |          |
| 1985 — 1986.      |                                        |               | Глорија Динало                  |          |
| 1986.             |                                        |               |                                 |          |
| 1986.             |                                        |               | Луси Епл                        |          |
| 1986.             |                                        |               | Карол Банистер                  |          |
| 1987.             |                                        |               | Тара                            |          |
| 1987.             | Господари свемира                      |               | Џули Винстон                    |          |
| 1987.             |                                        |               | Хана Вишоцки                    |          |
| 1987 — 1989.      |                                        |               | Лорен Милер                     |          |
| 1988.             |                                        |               | Сара                            |          |
| 1988.             |                                        |               | Нора Банди                      |          |
| 1989.             |                                        |               | Џеки Кимберли                   |          |
| 1989.             |                                        |               | Мари-Фредерик „Фреди“ де Лансел |          |
| 1990.             |                                        |               | Гвен                            |          |
| 1990.             |                                        |               | Џувел Џагер                     |          |
| 1991.             |                                        |               | Лиса Робертс                    |          |
| 1991.             |                                        |               | принцеза Луси                   |          |
| 1991.             |                                        |               | Кетлин                          |          |
| 1992.             |                                        |               | Кетрин                          |          |
| 1992.             |                                        |               | Алиша                           |          |
| 1993.             |                                        |               | Кери Давенпорт                  |          |
| 1993.             |                                        |               | Габријела Изден                 |          |
| 1994.             | Ејс Вентура: Детектив за кућне љубимце |               | Мелиса Робинсон                 |          |
| 1994.             | Сајнфелд                               |               | Мерил                           |          |
| 1994 — 2004.      | Пријатељи                              |               | Моника Гелер                    |          |
| 1995.             |                                        |               | Еми                             |          |
| 1996.             | Врисак                                 |               | Гејл Ведерс                     |          |
| 1997.             |                                        |               | Рејчел Лус                      |          |
| 1997.             | Врисак 2                               |               | Гејл Ведерс                     |          |
| 1999.             |                                        |               | Карина                          |          |
| 1999.             |                                        |               | Емералд Солт Порк               |          |
| 2000.             | Врисак 3                               |               | Гејл Ведерс                     |          |
| 2001.             | Операција Грејсленд                    |               | Сибил Вејнгроу                  |          |
| 2001.             |                                        |               | Саманта Крамб                   |          |
| 2001.             | Терет славе                            |               | Лили                            |          |
| 2002.             |                                        |               | Алис                            |          |
| 2004.             |                                        |               | Софи Џејкобс                    |          |
| 2005.             | Затворски круг                         |               | Лина                            |          |
| 2006.             |                                        |               | крава Дејзи                     |          |
| 2006.             |                                        |               | Марша Холовеј                   |          |
| 2006.             |                                        |               | Синтија                         |          |
| 2007 — 2008.      | Брука                                  |               | Луси Спилер                     |          |
| 2008.             |                                        |               | Сиси                            |          |
| 2008.             |                                        |               | Венди                           |          |
| 2009.             | Стажисти                               |               | др Медокс                       |          |
| 2009—данас        | Кугар таун                             |               | Џулс Коб                        |          |
| 2011.             | Врисак 4                               |               | Гејл Ведерс                     |          |
| 2022.             | Врисак 5                               |               | Гејл Ведерс                     |          |
| 2023.             | Врисак 6                               |               | Гејл Ведерс                     |          |
| 2026.             | Врисак 7                               |               | Гејл Ведерс                     |          |

## Награде
| Година | Назив награде           | Категорија              | Улога                          |
| ------ | ----------------------- | ----------------------- | ------------------------------ |
| 1995.  | Награда Златна јабука   | Женско откриће године   |                                |
| 2000.  | Награда ТВ водич        | Избор уредника          |                                |
| 2000.  | Награда Избор тинејџера | Најбољу хемија на филму | Гејл Ведерс у филму „Врисак 3“ |

Кортни је једина од главних глумаца у „Пријатељима“ која је због своје глуме била номинована за награду „Златна малина“. Номинацију за најгору споредну глумицу је добила за улогу Сибил Вејнгроу (енгл. Cybil Waingrow) у филму „Операција Грејсленд“. Такође, она је једини главни глумац из „Пријатеља“ који за своју улогу у овој серији није номинован за награду „Еми“.
Њена популарност код мушког дела публике довела је до тога да јој је часопис „Плејбој“ доделио титулу „Hottest Babe“ (срп. најзгоднија мала) за 1995. Године 1997. проглашена је за најбоље обучену женску ТВ звезду, а исте године су је, као и наредне, читаоци часописа „FHM“ изабрали за 9. најсексепилнију жену света. Часопис „Стаф“ (енгл. Stuff) ју је 2002. прогласио за 18. најсексепилнију жену света. На листи 100 познатих личности коју је 2003. саставио часопис „Форбс“ (енгл. Forbes), Кортни се нашла на 41. месту.